# 第27師団 (日本軍)
第27師団（だいにじゅうななしだん）は、大日本帝国陸軍の師団の一つ。日中戦争が勃発し支那駐屯軍が廃止された際、支那駐屯軍直轄部隊は支那駐屯混成旅団（しなちゅうとんこんせいりょだん）に改編され、その後支那駐屯兵団（しなちゅうとんへいだん）と改称、さらに第27師団に改編された。

## 沿革
1937年（昭和12年）7月7日に盧溝橋事件が発生すると支那駐屯軍は、朝鮮の1個師団と関東軍の2個混成旅団および内地の3個師団を隷下に入れ、同年8月31日に第1軍に改編され廃止された。支那駐屯軍廃止の際直轄部隊は支那駐屯混成旅団に改編、新設の北支那方面軍戦闘序列に編入され、翌1938年（昭和13年）3月12日に支那駐屯歩兵第3連隊を増加し支那駐屯兵団に改称された。
1938年（昭和13年）6月21日、支那駐屯兵団を基幹にし第27師団の編成が下令され、同年7月4日の大陸命第133号により第11軍戦闘序列に編入、7月25日に武漢作戦に投入される。武漢作戦では揚子江の南岸を遡って進軍し、11月9日に通城を占領した。作戦終了後は支那駐屯軍の衛戍地であった天津に戻り華北方面の警備を担当、1939年（昭和14年）9月から新設の支那派遣軍戦闘序列に編入され直轄師団となる。
1943年（昭和18年）6月17日の大陸命第803号により関東軍編組に編入され満州に移駐、司令部を錦州に置き駐屯していたが、大陸打通作戦参加のため1944年（昭和19年）に出動、2月1日大陸命第928号により再び第11軍戦闘序列に編入され3月17日に駐屯地の錦州を発った。北支那方面軍の指揮により4月16日に行動を開始、第12軍の覇王城陣地攻撃に呼応し、70kmほど上流の洛陽対岸の懐慶・清化鎮付近に展開して、直接洛陽を攻撃すると見せかけた欺瞞作戦を20日まで続ける。後黄河北岸を下り、第12軍主力に続き24日夜覇王城正面の黄河鉄橋（甲橋）を渡る。26日鄭州を通過、5月1日許昌を発ち、周辺を掃討し5日郾城を占領、7日遂平へと南進し、9日には確山に到着した。ここで北進してきた独立歩兵第11旅団（宮下兵団）と連携し、第一段の京漢陸路の打通に成功した。
打通成功後北進してきた第11軍部隊と合流し第二段の湘桂作戦に参加、第11軍が広西省方面に進攻した後は第20軍隷下湖南省茶陵に在って、遂贛作戦では1945年（昭和20年）1月30日に江西省の遂川飛行場を占領する。その後贛州から更に南下、華南・広東に移駐し第23軍戦闘序列に編入（大陸命第1271号）、恵州付近に展開して連合国軍の中国南部上陸に備えていたが、連合国軍が沖縄に上陸するなど戦局の変化により、1945年（昭和20年）4月18日には大陸命第1310号により再度支那派遣軍直轄師団となり広東から上海方面に向け移動中当時日本軍の支配地域であった南昌に入ったところで終戦を迎える。終戦後は無錫に駐屯、上海から佐世保経由で復員する。

## 司令部人事

### 歴代司令官
支那駐屯混成旅団長
- 山下奉文 少将：1937年（昭和12年）8月26日 - 11月1日
- 山下奉文 中将：1937年（昭和12年）11月1日 - 1938年（昭和13年）3月12日

支那駐屯兵団長
- 山下奉文 中将：1938年（昭和13年）3月12日 - 1938年（昭和13年）7月15日

第27師団長
- 本間雅晴 中将：1938年（昭和13年）7月15日 - 1940年（昭和15年）12月2日
- 冨永信政 中将：1940年（昭和15年）12月2日 - 1942年（昭和17年）3月2日
- 原田熊吉 中将：1942年（昭和17年）3月2日 - 1942年（昭和17年）11月9日
- 竹下義晴 中将：1942年（昭和17年）11月9日 - 1944年（昭和19年）5月30日
- （心得）落合甚九郎 少将：1944年（昭和19年）5月30日 - 6月27日
- 落合甚九郎 中将：昭和19年（1944年）6月27日 - 終戦

### 歴代参謀長
第27師団参謀長
- 原田義和 歩兵大佐：1938年（昭和13年）7月15日 - 1939年（昭和14年）8月1日[1]
- 太田公秀 歩兵中佐：1939年（昭和14年）8月1日 - 1940年（昭和15年）10月22日[2]
- 関根久太郎 大佐：1940年（昭和15年）10月22日 - 1944年（昭和19年）8月3日[3]
- 一色正雄 大佐：1944年（昭和19年）8月3日 - 終戦

### 歴代兵器部長
- 嶋田乙彦 中佐：1941年（昭和16年）8月1日 - 1943年（昭和18年）8月2日
- 蚊野豊次 中佐：1943年（昭和18年）8月2日 - 1945年（昭和20年）5月25日
- 山崎清吾 中佐：1945年（昭和20年）5月25日 -

### 歴代経理部長
- 原田佐次郎 主計中佐：1938年（昭和13年）7月15日 - 1939年（昭和14年）8月1日
- 秋田銀一 主計中佐：1939年（昭和14年）8月1日 - 1940年（昭和15年）12月2日
- 西山霜次郎 主計中佐：1940年（昭和15年）12月2日 - 1941年（昭和16年）11月6日
- 岡屋正治 主計大佐：1941年（昭和16年）11月6日 -

### 歴代軍医部長
- 後藤鐐枝 軍医大佐：1938年（昭和13年）7月15日 - 1940年（昭和15年）8月1日
- 新田太郎 軍医大佐：1940年（昭和15年）8月1日 - 1942年（昭和17年）8月1日
- 大坪美登 軍医大佐：1942年（昭和17年）8月1日 -

### 歴代獣医部長
- 清水岩参郎 獣医中佐：1941年（昭和16年）3月1日 - 1943年（昭和18年）4月2日
- 川田京二 獣医少佐：1943年（昭和18年）4月2日 -

## 隷下部隊
支那駐屯兵団の編制と1938年（昭和13年）当時の編制の括弧内の地名は衛戍地、最終所属部隊の括弧内は補充地。
| 支那駐屯兵団の編制 - 兵団司令部（北平） - 支那駐屯歩兵第1連隊（北平） - 支那駐屯歩兵第2連隊（天津） - 支那駐屯歩兵第3連隊（北平） - 支那駐屯砲兵連隊（天津） - 支那駐屯戦車隊（天津） - 支那駐屯騎兵隊（天津） - 支那駐屯工兵隊（天津） - 支那駐屯通信隊（天津） | 1938年（昭和13年）当時の編制 - 師団司令部（天津） - 第27歩兵団（唐山） - 支那駐屯歩兵第1連隊（北平） - 支那駐屯歩兵第2連隊（天津） - 支那駐屯歩兵第3連隊（北平） - 山砲兵第27連隊（天津） - 工兵第27連隊（天津） - 輜重兵第27連隊（天津） - 第27師団捜索隊 - 第27師団通信隊 - 第27師団兵器勤務隊 - 第27師団衛生隊 - 第27師団第1野戦病院 - 第27師団第2野戦病院 - 第27師団第3野戦病院 - 第27師団第4野戦病院 | 最終所属部隊 - 師団司令部（佐倉）：落合甚九郎中将 - 支那駐屯歩兵第1連隊（佐倉）：矢後孫二大佐 - 支那駐屯歩兵第2連隊（東京）：井上進大佐 - 支那駐屯歩兵第3連隊（甲府）：森田庄作大佐 - 山砲兵第27連隊：村上誠一大佐 - 工兵第27連隊：橋本時夫中佐 - 輜重兵第27連隊：原田不二太中佐 - 第27師団通信隊：鳳正文少佐 - 第27師団兵器勤務隊：鈴木浅之助中尉 - 第27師団衛生隊：乾作治郎少佐 - 第27師団第1野戦病院：青柳良雄軍医少佐 - 第27師団第2野戦病院：紺谷信一軍医少佐 - 第27師団第4野戦病院：林二郎軍医少佐 |

## 部隊歌
- 第二十七師団の歌（一番のみ）

作詞・作曲：不詳
北支の天地 京津の
山河に刻む 四十年
駐屯軍の 名は薫る
勇士幾千 紅の
血に彩りし 伝統と
矜持を受けて 生まれたる
わが兵団 わが兵団
わが兵団は 天下の精鋭